# تاكيشي سيزر
تاكيشي سيزر (باليابانية: シーザー武志) هو ملاكم كيك بوكسينغ وممثل ياباني، ولد في 17 أغسطس 1955 في ياماغوتشي في اليابان.

## وصلات خارجية
- تاكيشي سيزر على موقع IMDb (الإنجليزية)
- تاكيشي سيزر على موقع قاعدة بيانات الفيلم (الإنجليزية)